# モエズ・ベン・シェリフィア
モエズ・ベン・シェリフィア（Moez Ben Chrifia 、1991年6月24日 - ）は、チュニジアの首都チュニス出身のプロサッカー選手。チュニジア代表。エスペランス・スポルティーブ・ドゥ・チュニス所属。ポジションは、ゴールキーパー。

## 経歴

### クラブ
エスペランスの下部組織で育成され、2010年にトップチームデビュー。以来レギュラーに定着し、数々のタイトル獲得に貢献した。

### 代表
アフリカネイションズカップ2012では登録メンバーの一人に選ばれたが、試合に出場することなく大会を終えた。アフリカネイションズカップ2013以降、同年代のアイマン・マスルーティが第1キーパーに任命されているため、出場機会はあまり得られていない。

## タイトル

### クラブ
エスペランス
- チュニジア・リーグ (5) : 2010, 2011, 2012, 2014, 2017
- CAFチャンピオンズリーグ (1) : 2011
- クープ・ドゥ・チュニジエ (2) : 2011, 2016
- UAFAクラブカップ (1) : 2017